# Final do Campeonato Paranaense de Futebol de 2025
A final do Campeonato Paranaense de Futebol de 2025 foi a decisão da 111.ª edição deste torneio profissional de futebol masculino organizado anualmente pela Federação Paranaense de Futebol. Foi realizada entre 22 e 29 de março, sendo disputada pelo Operário Ferroviário, de Ponta Grossa, e pelo Maringá, da cidade homônima.

## Caminho até a final
O Maringá teve, nas quartas de final, o Coritiba como adversário. O clube passou com folga: uma vitória por 2 a 0 e um empate em 1 a 1, respectivamente. Nas semifinais, outro adversário difícil: o atual campeão estadual, Athletico Paranaense. Após empatar por 1 a 1, o Dogão se classificou para a final numa vitória de 3 a 0.
O Operário, por sua vez, enfrentou o São Joseense. Após empatar nos dois jogos por 1 a 1, o Fantasma se classificou para as semifinais  da competição na disputa por pênaltis (6 a 5). O confronto foi contra o Londrina, também do interior do estado. Após perder por 1 a 0 no jogo de ida, o time de Ponta Grossa conseguiu reverter o placar por 2 a 1 e, novamente, levar a decisão aos pênaltis, ganhando por 4 a 1, assim se classificando para a final.

## Detalhes
Ida
| 22 de março | Maringá | 2 − 2 | Operário-PR | Estádio Willie Davids, Maringá |
| 16:00       |         |       |             | Árbitro: PR Lucas Casagrande   |

Volta
| 29 de março | Operário-PR | 1 − 1 | Maringá | Germano Kruger, Ponta Grossa |
| 16:00       |             |       |         |                              |

|                                                            |       | Penalidades                                       |  |
| Daniel Amorim Neto Paraíba Cris Silva Boschilia Jean Lucas | 5 – 4 | Maranhão Edison Negueba Bruno Cheron Júlio Ronald |  |

## Premiação
| Campeonato Paranaense de Futebol de 2025  |
| Paraná                                    |
| ----------------------------------------- |
| Operário Ferroviário Campeão (2.º título) |